# 生产要素
生產要素（英語：Factors of production）在經濟學中，又稱生產輸入（Productive inputs）、資源（Resources），指所有用於生產商品或提供服務的資源。生產要素亦在主要要素（所有存貨，包括土地，勞動與用於生產的資本）中被特別提及。主要要素促進生產，但非生產的一部分，也不會被生產過程明顯地變化。「土地」不只包括生產用地，亦包括上面的自然資源與下面的土壤。最近使用中，已將人力資本從勞動中抽離。企業家精神（創業），國家科技有時亦被認為是生產要素之一。
生產要素的數量與定義取決於目的，重點與學派。
最大分歧是哪一個要素最重要。例如，奧地利經濟學派認為（觀點經常與新古典經濟學派與其它「自由市場」經濟學家相同）主要因素是與其它因素結合的，決定到產出商品與服務的企業家。但其它經濟學家認為「管理才能」並不存在，只是勞動或人力資本中的一類，不應被分開。馬克思學派則認為，主要生產因素是勞動（總體的，包括「管理能力」），因為它生產資本與運用自然饋贈。但這次爭論更多地關於經濟學理論基礎（要素在經濟中扮演的角色），而非生產要素。

## 歷史中的學派與要素
在現時占主導的，由新古典經濟學家發展的古典經濟學中，“要素”一詞未在古典時期前出現，不能在任何該時期的論文中被發現。

### 重農學派
在亞當·斯密以前歐洲的主要經濟學派，重農學派的经济学家如弗朗斯瓦•魅奈將生產的主要生产力的因素归于土地，或是将生产過程解釋為人口中參與階級間的互動。這些階級在重農學派中是：資本、土地、勞動與管理能力。
- 農民在土地上勞作以生產食物，纖維等。
- 工匠製作重要的工藝品供經濟中其他角色使用。
- 地主只消費而不生產。
- 商人為出口食物而勞動。

### 古典經濟學派
古典經濟學派的亞當·斯密，大衛·李嘉圖與他們的追隨者將注意力集中于物理資源上以定義他們的生產要素，討論這些要素的分佈花費與價值。亞當·斯密與大衛·李嘉圖將使用中的價格喻為“零部件價格”：
- 土地或自然資源 - 為生產產品而採集的自然產物如水，空氣，土，礦物，植物與動物。地主所得是租金。
- 劳动 - 人类在生产中使用，包括技术与专长。劳动工资，劳动收入是收入。劳动亦可分为物质与非物质劳动（如脑力工作）。
- 资本 - 人类制成的用以生产其他商品的商品。包括机械，工具与建筑。

古典经济学家为提及资金，亦使用资本一词。资金不被认为是生产要素中资本部分的一部分，因为它不被直接运用去生产任何商品。借出资金与借出资本是利息，资本所有者的回报是利润。

## 經濟學四大生產要素
勞動、土地、資本、企業家才能
而我們常聽到的國民所得（NI）即為經濟學四大要素之報酬
國民所得（NI）=工資（w）+地租（r）+利息（i）+利潤（π）

### 人力資本
人力资本是指对劳动力和预备劳动者力的投资，如教育、职业培训等等，这种投入产生的正外部性使得生产规模收益得以增加，常见于新经济增长理论的分析中。